# Paris Centre

Logo de la mairie de Paris Centre.

Le 1er secteur de Paris, dénommé Paris Centre, comprend les 1er, 2e, 3e et 4e arrondissements de la ville. Historiquement, la limite de ces arrondissements suivait approximativement le tracé des anciennes enceintes de Charles V et de Louis XIII.

## Historique

### 1975: secteurs électoraux
En 1975, les arrondissements de Paris, Lyon et Marseille sont utilisés pour définir des secteurs électoraux dans le cadre des élections municipales . Jusqu'en 1982 avant la loi PLM, il y avait 18 secteurs à Paris pour 20 arrondissements car déjà deux secteurs étaient formés de deux arrondissements :
- 1er et 4e arrondissements avec 4 sièges au conseil de Paris ;
- 2e et 3e arrondissements avec 4 sièges au conseil de Paris.

### 2016: projet de regroupement
En août 2016, un projet de loi de regroupement des 4 premiers arrondissements de Paris est présenté et débattu sur le second semestre 2016,. Le projet de loi est définitivement adopté et la loi est promulguée en février 2017,. La réforme ne supprime pas les quatre premiers arrondissements mais les regroupe en un secteur administratif et électoral unique. Ce secteur est pourvu d'un conseil et d'un maire d'arrondissement communs aux quatre arrondissements, comme à Marseille où les seize arrondissements sont regroupés en huit secteurs. Le nombre des conseillers de Paris est inchangé. Ainsi le territoire de la Ville de Paris est découpé en 17 secteurs, se superposant aux 20 arrondissements actuels. La commission des lois de l’Assemblée nationale a prévu que la numérotation des secteurs serait identique à celle des arrondissements correspondants : elle passe donc directement du numéro 1 au numéro 5.

### 2018: vote du site de la mairie et du nom du secteur
En octobre 2018, les électeurs des quatre arrondissements 1er, 2e, 3e et 4e arrondissements sont associés par un vote (sur place ou par correspondance du 8 au 14 octobre 2018) pour choisir :
- le site de la mairie fusionnant les arrondissements (choix entre la mairie du 3e et celle du 4e arrondissement) ;
- le nom du secteur regroupant les quatre arrondissements, parmi les noms proposés par la Maire de Paris et les maires d'arrondissement : « Paris Centre », « Cœur de Paris », « Premiers arrondissements de Paris » et « Paris 1 2 3 4 ».

Au terme du vote, le site de la mairie choisie est celui de la mairie du 3e arrondissement et le nom retenu est Paris Centre,. 

### 2020: mise en application
En juin 2020, la réforme est appliquée à partir du lendemain du deuxième tour des élections municipales de 2020.

## Politique

### Liste des maires

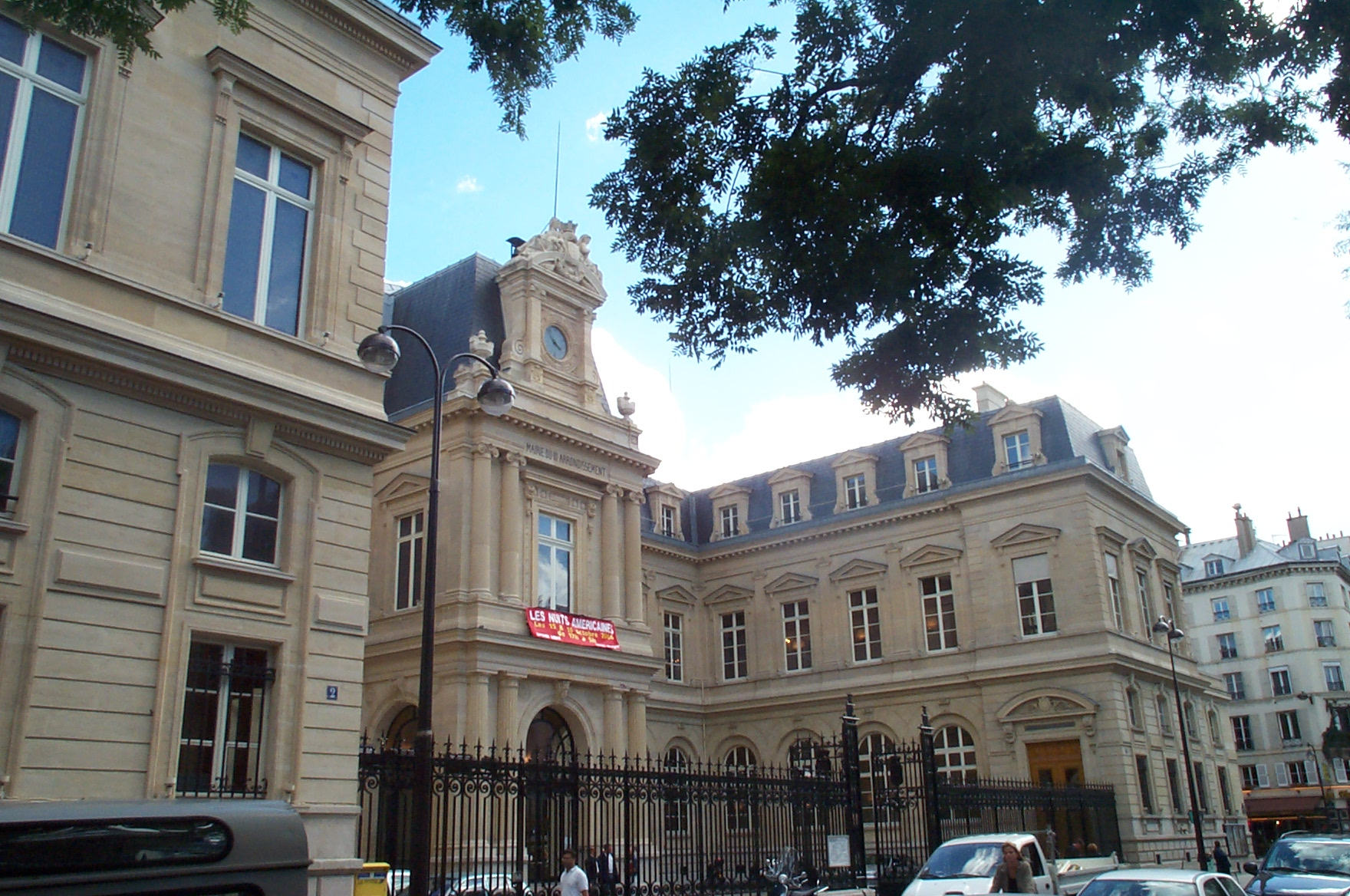
La mairie de Paris Centre, anciennement mairie du 3e.

| Élection | Nom        | Parti | Parti |
| -------- | ---------- | ----- | ----- |
| 2020     | Ariel Weil |       | PS    |

### Représentation politique
| Secteur       | Arrondissement | Conseillers de Paris | Conseillers de Paris | Conseillers de Paris | Conseillers d'arrondissement | Conseillers d'arrondissement | Conseillers d'arrondissement | Nombre d'élus par arrondissement | Nombre d'élus par arrondissement | Nombre d'élus par arrondissement | Habitants par conseiller de Paris | Habitants par conseiller de Paris |
| Secteur       | Arrondissement | de 1983 à 2014       | de 2014 à 2020       | depuis 2020          | avant 2014                   | de 2014 à 2020               | depuis 2020                  | avant 2014                       | de 2014 à 2020                   | depuis 2020                      | en 2015,                          | en 2021,                          |
| ------------- | -------------- | -------------------- | -------------------- | -------------------- | ---------------------------- | ---------------------------- | ---------------------------- | -------------------------------- | -------------------------------- | -------------------------------- | --------------------------------- | --------------------------------- |
| Paris Centre  | 1er            | 3                    | 1                    | 8                    | 10                           | 10                           | 16                           | 13                               | 11                               | 24                               | 16 545                            | 12 269                            |
| Paris Centre  | 2e             | 3                    | 2                    | 8                    | 10                           | 10                           | 16                           | 13                               | 12                               | 24                               | 10 398                            | 12 269                            |
| Paris Centre  | 3e             | 3                    | 3                    | 8                    | 10                           | 10                           | 16                           | 13                               | 13                               | 24                               | 11 683                            | 12 269                            |
| Paris Centre  | 4e             | 3                    | 2                    | 8                    | 10                           | 10                           | 16                           | 13                               | 12                               | 24                               | 13 573                            | 12 269                            |
| 5e            | 5e             | 4                    | 4                    | 4                    | 10                           | 10                           | 10                           | 14                               | 14                               | 14                               | 14 833                            | 14 210                            |
| 6e            | 6e             | 3                    | 3                    | 3                    | 10                           | 10                           | 10                           | 13                               | 13                               | 13                               | 14 143                            | 13 403                            |
| 7e            | 7e             | 5                    | 4                    | 4                    | 10                           | 10                           | 10                           | 15                               | 14                               | 14                               | 13 533                            | 11 987                            |
| 8e            | 8e             | 3                    | 3                    | 3                    | 10                           | 10                           | 10                           | 13                               | 13                               | 13                               | 12 231                            | 11 708                            |
| 9e            | 9e             | 4                    | 4                    | 4                    | 10                           | 10                           | 10                           | 14                               | 14                               | 14                               | 14 852                            | 14 738                            |
| 10e           | 10e            | 6                    | 7                    | 7                    | 12                           | 14                           | 14                           | 18                               | 21                               | 21                               | 13 110                            | 11 935                            |
| 11e           | 11e            | 11                   | 11                   | 11                   | 22                           | 22                           | 22                           | 33                               | 33                               | 33                               | 13 621                            | 12 962                            |
| 12e           | 12e            | 10                   | 10                   | 10                   | 20                           | 20                           | 20                           | 30                               | 30                               | 30                               | 14 234                            | 14 095                            |
| 13e           | 13e            | 13                   | 13                   | 13                   | 26                           | 26                           | 26                           | 39                               | 39                               | 39                               | 14 094                            | 13 719                            |
| 14e           | 14e            | 10                   | 10                   | 10                   | 20                           | 20                           | 20                           | 30                               | 30                               | 30                               | 13 999                            | 13 637                            |
| 15e           | 15e            | 17                   | 18                   | 18                   | 34                           | 36                           | 36                           | 51                               | 54                               | 54                               | 13 055                            | 12 653                            |
| 16e           | 16e            | 13                   | 13                   | 13                   | 26                           | 26                           | 26                           | 39                               | 39                               | 39                               | 12 730                            | 12 466                            |
| 17e           | 17e            | 13                   | 12                   | 12                   | 26                           | 24                           | 24                           | 39                               | 36                               | 36                               | 14 044                            | 13 701                            |
| 18e           | 18e            | 14                   | 15                   | 15                   | 28                           | 30                           | 30                           | 42                               | 45                               | 45                               | 13 172                            | 12 563                            |
| 19e           | 19e            | 12                   | 14                   | 14                   | 24                           | 28                           | 28                           | 36                               | 42                               | 42                               | 13 261                            | 12 973                            |
| 20e           | 20e            | 13                   | 14                   | 14                   | 26                           | 28                           | 28                           | 39                               | 42                               | 42                               | 13 968                            | 13 558                            |
| Nombre d'élus | Nombre d'élus  | 163                  | 163                  | 163                  | 354                          | 364                          | 340                          | 517                              | 527                              | 503                              | 13 537                            | 13 087                            |

- Sous-représentation supérieure de 5 % à la moyenne.
- Sur-représentation supérieure de 5 % à la moyenne.

### Résultats électoraux
Le conseil du 1er secteur compte 24 membres, dont 8 siègent également au conseil de Paris.
|                                                          |                          |                                          |              |              |             |             |        |        |        |  |  |  |  |  |
| Tête de liste                                            | Tête de liste            | Liste                                    | Premier tour | Premier tour | Second tour | Second tour | Sièges | Sièges | Sièges |  |  |  |  |  |
| Tête de liste                                            | Tête de liste            | Liste                                    | Voix         | %            | Voix        | %           | CA     | CP     | CM     |  |  |  |  |  |
|                                                          | Ariel Weil               | PS - PCF - PP - G·s - AE - ND - R&S - PE | 10 038       | 33,72        | 13 813      | 53,32       | 12     | 7      | 2      |  |  |  |  |  |
| Anne Hidalgo, Paris en commun                            |                          |                                          | 10 038       | 33,72        | 13 813      | 53,32       | 12     | 7      | 2      |  |  |  |  |  |
|                                                          | Raphaëlle Rémy-Leleu     | EÉLV                                     | 3 090        | 10,38        | 13 813      | 53,32       | 12     | 7      | 2      |  |  |  |  |  |
| L'Écologie pour Paris centre avec David Belliard         |                          |                                          | 3 090        | 10,38        | 13 813      | 53,32       | 12     | 7      | 2      |  |  |  |  |  |
|                                                          | Aurélien Véron           | OF - LR - LC                             | 6 096        | 20,48        | 8 464       | 32,67       | 3      | 1      | 1      |  |  |  |  |  |
| Engagés pour changer Paris avec Rachida Dati             |                          |                                          | 6 096        | 20,48        | 8 464       | 32,67       | 3      | 1      | 1      |  |  |  |  |  |
|                                                          | Pacôme Rupin             | LREM - MoDem - UDI - Agir - MR - P,P     | 6 271        | 21,07        | 3 627       | 14,00       | 1      | 0      | 0      |  |  |  |  |  |
| Ensemble pour Paris avec Agnès Buzyn                     |                          |                                          | 6 271        | 21,07        | 3 627       | 14,00       | 1      | 0      | 0      |  |  |  |  |  |
|                                                          | Anne Lebreton            | diss. LREM                               | 2 379        | 7,99         |             |             |        |        |        |  |  |  |  |  |
| Le Nouveau Paris centre                                  |                          |                                          | 2 379        | 7,99         |             |             |        |        |        |  |  |  |  |  |
|                                                          | Patricia Pol             | LFI                                      | 739          | 2,48         |             |             |        |        |        |  |  |  |  |  |
| Décidons Paris centre                                    |                          |                                          | 739          | 2,48         |             |             |        |        |        |  |  |  |  |  |
|                                                          | Michaël Bullara          | SL                                       | 410          | 1,37         |             |             |        |        |        |  |  |  |  |  |
| Paris au cœur – libres !                                 |                          |                                          | 410          | 1,37         |             |             |        |        |        |  |  |  |  |  |
|                                                          | Christiane Chavane       | RN                                       | 328          | 1,10         |             |             |        |        |        |  |  |  |  |  |
| Aimer Paris                                              |                          |                                          | 328          | 1,10         |             |             |        |        |        |  |  |  |  |  |
|                                                          | Singrid Campion          | Sans étiquette                           | 172          | 0,57         |             |             |        |        |        |  |  |  |  |  |
| Libérons Paris 1                                         |                          |                                          | 172          | 0,57         |             |             |        |        |        |  |  |  |  |  |
|                                                          | Olivia Lewi              | LO                                       | 130          | 0,43         |             |             |        |        |        |  |  |  |  |  |
| Lutte ouvrière – Faire entendre le camp des travailleurs |                          |                                          | 130          | 0,43         |             |             |        |        |        |  |  |  |  |  |
|                                                          | Christophe Berkani       | Sans étiquette                           | 109          | 0,36         |             |             |        |        |        |  |  |  |  |  |
| Pari(s) citoyen                                          |                          |                                          | 109          | 0,36         |             |             |        |        |        |  |  |  |  |  |
|                                                          |                          |                                          |              |              |             |             |        |        |        |  |  |  |  |  |
| Votes valides                                            | Votes valides            | Votes valides                            | 29 762       | 98,84        | 25 904      | 97,77       |        |        |        |  |  |  |  |  |
| Votes blancs                                             | Votes blancs             | Votes blancs                             | 141          | 0,47         | 392         | 1,48        |        |        |        |  |  |  |  |  |
| Votes nuls                                               | Votes nuls               | Votes nuls                               | 207          | 0,69         | 199         | 0,75        |        |        |        |  |  |  |  |  |
| Total                                                    | Total                    | Total                                    | 30 110       | 100          | 26 495      | 100         | 16     | 8      | 3      |  |  |  |  |  |
| Abstention                                               | Abstention               | Abstention                               | 35 485       | 54,10        | 39 062      | 59,58       |        |        |        |  |  |  |  |  |
| Inscrits / participation                                 | Inscrits / participation | Inscrits / participation                 | 65 595       | 45,90        | 65 557      | 40,42       |        |        |        |  |  |  |  |  |

Le 11 juillet 2020, Ariel Weil (PS) est élu maire de Paris Centre.